# Copa Rio-Espírito Santo
A Copa Rio-Espírito Santo de Futebol foi um torneio de futebol disputado em 2008.

## Participantes
| - Nova Iguaçu (Nova Iguaçu) - Campeão da Copa Rio 2008 - Americano (Campos dos Goytacazes) - Vice-campeão da Copa Rio 2008 - Madureira (Rio de Janeiro) - 3° colocado da Copa Rio 2008 | - Campeão da Copa Espírito Santo 2008 - Vice-campeão da Copa Espírito Santo 2008 - 3° colocado da Copa Espírito Santo 2008 |

### Títulos por clube
| Clube | Títulos | Vices |
| ----- | ------- | ----- |
|       |         |       |

### Títulos por estado
| Estado         | Títulos |
| -------------- | ------- |
| Espírito Santo | 0       |
| Rio de Janeiro | 0       |